# Menestrel
Un menestrel a fost un artist european din perioada medievală. Descriind inițial orice tip de artist precum muzician, jongler, acrobat, cântăreț sau măscărici, termenul a ajuns să desemneze mai târziu, începând din secolul al XVI-lea, un artist specializat care cânta și recita versuri, acompaniindu-se cu un instrument muzical.

## Descriere
Menestrelii interpretau cântece care narau povești din locuri îndepărtate sau evenimente istorice reale sau imaginare. Deși menestrelii creau în general propriile lor povești, ei memorau și înfrumusețau de multe ori creațiile literare ale altora. Ei erau întreținuți frecvent de membrii caselor regale și ai înaltei societăți. Pe măsură ce curțile nobiliare sau regale au devenit tot mai sofisticate, menestrelii au fost înlocuiți la curte în cele din urmă de trubaduri și mulți dintre ei au început să rătăcească prin țară, susținând spectacole pe străzile localităților medievale; declinul popularității lor a început la sfârșitul secolului al XV-lea. Menestrelii au creat tradiția ulterioară a artiștilor ambulanți, care a continuat să fie păstrată până la începutul secolului al XX-lea și mai are încă o oarecare continuitate și astăzi sub forma artiștilor sau muzicienilor de stradă.
Inițial, menestrelii erau pur și simplu artiști ai curții care se ocupau cu distracția monarhului și curtenilor prin chansons de geste sau echivalentul lor local. Termenul de menestrel provine din cuvântul francez vechi ménestrel (de asemenea, menesterel, menestral), care este derivat din italienescul ministrello (mai târziu menestrello), din latinescul mediu ministralis „slujitor”, o formă adjectivală a latinescului minister, „însoțitor” de la minus, „mai puțin”.

## În literatură
Menestrelii au apărut ca personaje în literatura engleză din perioada romantismului și au jucat acest rol intermitent.
Trei dintre poeziile despre menestreli sunt The Lay of the Last Minstrel (1805) de Sir Walter Scott, Lalla Rookh (1817) de Thomas Moore și The Village Minstrel (1821) de John Clare. Printre romanele în care menestrelii au un rol important sunt Henry of Northumberland (1800) de Helen Craik, The Novice of St. Dominick's (despre o fată deghizată în menestrel, 1805) de Sydney Owenson, Minstrel Dick (despre un băiat din cor transformat în menestrel devine curtean, 1891) de Christabel Rose Coleridge, Redcap Runs Away (despre un băiat de zece ani se alătură menestrelilor rătăcitori, 1952) de Rhoda Power și The Minstrel Boy (despre un preot ce devine menestrel, 1975) de A. J. Cronin.

## Legături externe
- Stella Fortuna: Medieval Minstrels (1370), Arhivat în 1 iunie 2007, la Wayback Machine. from Ye Compaynye of Cheualrye Re-enactment Society. Photos and Audio Download.
- Essays on the Origin of Western Music. Word Document Download.
- Edward II and Minstrels (31 Jan 2009), Edward II Blog.
- Terry Jones' Medieval Lives (2004), Series 1, Episode 6.